# Главный устой
Главный устой (нем. tonales Zentrum; порт. centro tonal) — метафорический термин в русской теории музыки, описывающий звук определённой высоты в музыкальном произведении, который человеческое воображение избирает в качестве отправной точки для формирования субъективного ощущения гармонии. В самих понятиях тоники как точки отсчёта (ср. англ. focal tone) музыкального звукоряда и развёртывающейся во времени тональности как своеобразной «оси» музыкального произведения подразумевается существование главного устоя, на котором, в воображении человека, «держится» гармония. Примером может послужить нота До в качестве главного устоя тональности До мажор, в которой написан Гимн России композитора А. В. Александрова.

## Границы понятия
Главный устой не обязательно является некой неизменной психо-физиологической реальностью на всём протяжении музыкального сочинения — при модуляции для некоторых частей произведения он может не совпадать с общей тональностью. Близкое по смыслу понятие в немецком музыковедении — «тональный центр» — также характеризуется такими метафорическими определениями как «центр тяготения музыкального произведения» (нем. Gravitationspunkt eines Musikstückes). Также близкий по смыслу термин «опорный основной тон» используется в трудах Ю.Н.Тюлина.